# Киселівська сільська рада (Кіцманський район)
Киселі́вська сільська́ ра́да — адміністративно-територіальна одиниця та орган місцевого самоврядування в Кіцманському районі Чернівецької області. Адміністративний центр — село Киселів.

## Загальні відомості
- Населення ради: 2 873 особи (станом на 2001 рік)

## Населені пункти
Сільській раді були підпорядковані населені пункти:
- с. Киселів

## Склад ради
Рада складалася з 20 депутатів та голови.
- Голова ради: Дідик Олександр Тодорович
- Секретар ради: Солоненко Іван Васильович

### Керівний склад попередніх скликань
| Прізвище, ім'я, по батькові | Основні відомості                                                               | Дата обрання | Дата звільнення |
| --------------------------- | ------------------------------------------------------------------------------- | ------------ | --------------- |
| Дідик Олександр Тодорович   | Сільський голова, 1950 року народження, освіта середня спеціальна, безпартійний | 26.03.2006   | 31.10.2010      |
| Дідик Олександр Тодорович   | Сільський голова, 1950 року народження, освіта середня спеціальна, безпартійний | 31.10.2010   |                 |

Примітка: таблиця складена за даними сайту Верховної Ради України

### Депутати
За результатами місцевих виборів 2010 року депутатами ради стали:

#### За суб'єктами висування
| Суб'єкт висування | Кількість обраних депутатів | %   |
| ----------------- | --------------------------- | --- |
| Самовисування     | 20                          | 100 |

#### За округами
| № округу | Прізвище, ім'я, по батькові      | Дата визнання обраним | Освіта  | Партійна приналежність        | Відомості про обраного депутата                                 |
| -------- | -------------------------------- | --------------------- | ------- | ----------------------------- | --------------------------------------------------------------- |
| 1        | Савка Світлана Олександрівна     | 01.11.2010            | середня | позапартійна                  | пенсіонер                                                       |
| 2        | Скорейко Микола Васильович       | 01.11.2010            | середня | позапартійний                 | Киселівський дитячий садок, завгосп                             |
| 3        | Кушнірюк Орися Василівна         | 01.11.2010            | середня | позапартійна                  | Киселівська сільська рада, землевпорядник                       |
| 4        | Палагнюк Інна Василівна          | 01.11.2010            | вища    | позапартійна                  | Кіцманська дитяча установа, вихователь                          |
| 5        | Купіна Ольга Петрівна            | 01.11.2010            | вища    | член Партії «За Права Людини» | Киселівський дитячий садок, директор                            |
| 6        | Кузик Галина Василівна           | 01.11.2010            | середня | позапартійна                  | Киселівська лікарня, лаборант                                   |
| 7        | Андрієць Василь Васильович       | 01.11.2010            | вища    | позапартійний                 | ЧФДП Нафтогазмережі, касир                                      |
| 8        | Гордей Олександр Васильович      | 01.11.2010            | вища    | позапартійний                 | тимчасово не працює                                             |
| 9        | Репецька Галина Георгіївна       | 01.11.2010            | середня | член Партії «За Права Людини» | Киселівський будинок культури, художній керівник                |
| 10       | Андрієць Олександр Олександрович | 01.11.2010            | середня | позапартійний                 | пенсіонер                                                       |
| 11       | Андрієць Василина Ігорівна       | 01.11.2010            | середня | позапартійна                  | Киселівська сільська рада, начальник військово-облікового столу |
| 12       | Смеречанський Іван Миколайович   | 01.11.2010            | середня | позапартійний                 | пенсіонер                                                       |
| 13       | Солоненко Іван Васильович        | 01.11.2010            | вища    | член Партії «За Права Людини» | Киселівська сільська рада, секретар                             |
| 14       | Топольницька Галина Миколаївна   | 01.11.2010            | вища    | член Партії «За Права Людини» | Киселівська сільська рада, касир                                |
| 15       | Харюк Василь Миколайович         | 01.11.2010            | середня | член Партії «За Права Людини» | Киселівський будинок культури, директор                         |
| 16       | Бабяк Олена Олександрівна        | 01.11.2010            | середня | позапартійна                  | Киселівська сільська рада, начальник відділу                    |
| 17       | Філіпчук Олександра Іванівна     | 01.11.2010            | середня | позапартійна                  | пенсіонер                                                       |
| 18       | Федоряк Валерій Васильович       | 01.11.2010            | вища    | позапартійний                 | тимчасово не працює                                             |
| 19       | Москаль Михайло Георгійович      | 01.11.2010            | вища    | позапартійний                 | тимчасово не працює                                             |
| 20       | Макаров Юрій Вікторович          | 01.11.2010            | середня | позапартійний                 | пенсіонер                                                       |